# Исаев, Сергей Никитович
Сергей Никитович Исаев (28 сентября 1901, Смоленск — 20 февраля 1973) — советский военачальник, генерал-майор авиации, начальник штаба 9-й воздушной армии.

## Биография
В РККА с 15 марта 1918 года. Участвовал в Гражданской войне на Южном и Западном фронтах, в боях в Туркестане в 1923 году.
В ВВС с 1934 года. Участвовал в боях у озера Хасан.
27 июля 1942 года назначен начальником штаба 9-й воздушной армии Дальневосточного фронта. 17 марта 1943 года присвоено звание генерал-майора авиации. 3 ноября 1944 года награждён орденом Красного Знамени. 21 февраля 1945 года награждён орденом Ленина. С ноября 1944 года по февраль 1945 года стажировался в 4-й воздушной армии, участвовал в разгроме немецких войск в Восточной Пруссии.
28 июня 1945 года назначен начальником штаба ВВС Дальневосточного фронта. Руководил штабом во время советско-японской войны и «за упорную и систематическую работу по подготовке и сколачиванию штабов соединений, подготовку штабов 9ВА и ВВС ДВФ до уровня современных требований, а также хорошую организацию работы оперативного отдела штаба Главного маршала авиации т. Новикова» награждён вторым орденом Красного Знамени.
20 июня 1949 года награждён третьим орденом Красного Знамени. 25 июля 1955 года уволен в отставку.